# Quartier de la Roquette
 (avril 2024).
Si vous disposez d'ouvrages ou d'articles de référence ou si vous connaissez des sites web de qualité traitant du thème abordé ici, merci de compléter l'article en donnant les références utiles à sa vérifiabilité et en les liant à la section « Notes et références ».
Le quartier de la Roquette est le 43e quartier administratif de Paris situé dans le 11e arrondissement.

## Géographie

Les quartiers du 11e arrondissement.

Le quartier est délimité par la place de la Bastille, le boulevard Beaumarchais, la rue du Chemin-Vert, le boulevard de Ménilmontant et une partie du boulevard de Charonne, la rue de Charonne jusqu'à la rue du Faubourg-Saint-Antoine.

## Histoire
Le domaine dit de la Rochette, la Raquette, puis de la Roquette ne tient pas son nom d'un certain Rocquet, propriétaire, qui, comme sa famille le soutiendra longtemps, aurait transmis son patronyme au domaine vers la fin du XVIe siècle. Dès 1470, certains actes font mention de la « Rochette ». C'est une fleur jaune poussant dans les environs qui donna son joli sobriquet à ce lieu-dit.
Le quartier de la Roquette est aujourd'hui une aire socialement homogène, non par la domination d'une classe sociale / d'âge spécifique, mais par la relative existence d'une « mixité » assumée et tendue par le tissu urbain par ailleurs spécifique à une grande partie du 11e arrondissement.
Des immeubles modestes, mais de bonne tenue et de facture classique, essentiellement construits à la fin XIXe-début XXe siècle, à l'exception des bâtiments construits à la place de l'ancienne prison et qui s'étalent tout au long du square. Ces bâtiments ont notamment servi à accueillir les familles issues de l'immigration tout au long des années 1970-1980. Les autres bâtiments retiennent une bonne partie des classes moyennes (cadres moyens, fonctionnaires, retraités), attirent une population renouvelée (étudiants, jeunes actifs et créatifs) mais accueillent aussi des « manœuvres » des activités commerciales et artisanales de l'Est Parisien (commerce, notamment de gros), souvent issus de l'immigration.
Le quartier a été relativement épargné par la vague de construction et les projets de réaménagement qui ont prévalu dans d'autres arrondissements périphériques : les immeubles édifiés après 1945 n'ont pas modifié la dynamique urbaine, l'habitat restant dense et l'activité commerciale et artisanale locale dynamique et relativement atomisée.
Toutefois, la mutation du quartier est à l'œuvre. L'établissement d'un pôle de commerce de gros textile dans le secteur Sedaine-Popincourt a suscité des réactions souvent négatives face à la menace d'une mono-activité, source de pollution et de sur-trafic dans les rues concernées.
L'embourgeoisement (qualifié improprement « gentrification ») est fortement ressenti : la proximité de l'hyper-centre et du secteur Bastille–Saint-Antoine alliée à la relative bonne qualité de l'habitat et au cadre attractif des anciennes cités ouvrières, ont tiré les prix de l'immobilier à la hausse dans une zone s'étalant de Bastille-Beaumarchais jusqu'aux abords de la place Léon-Blum.

## Voies principales

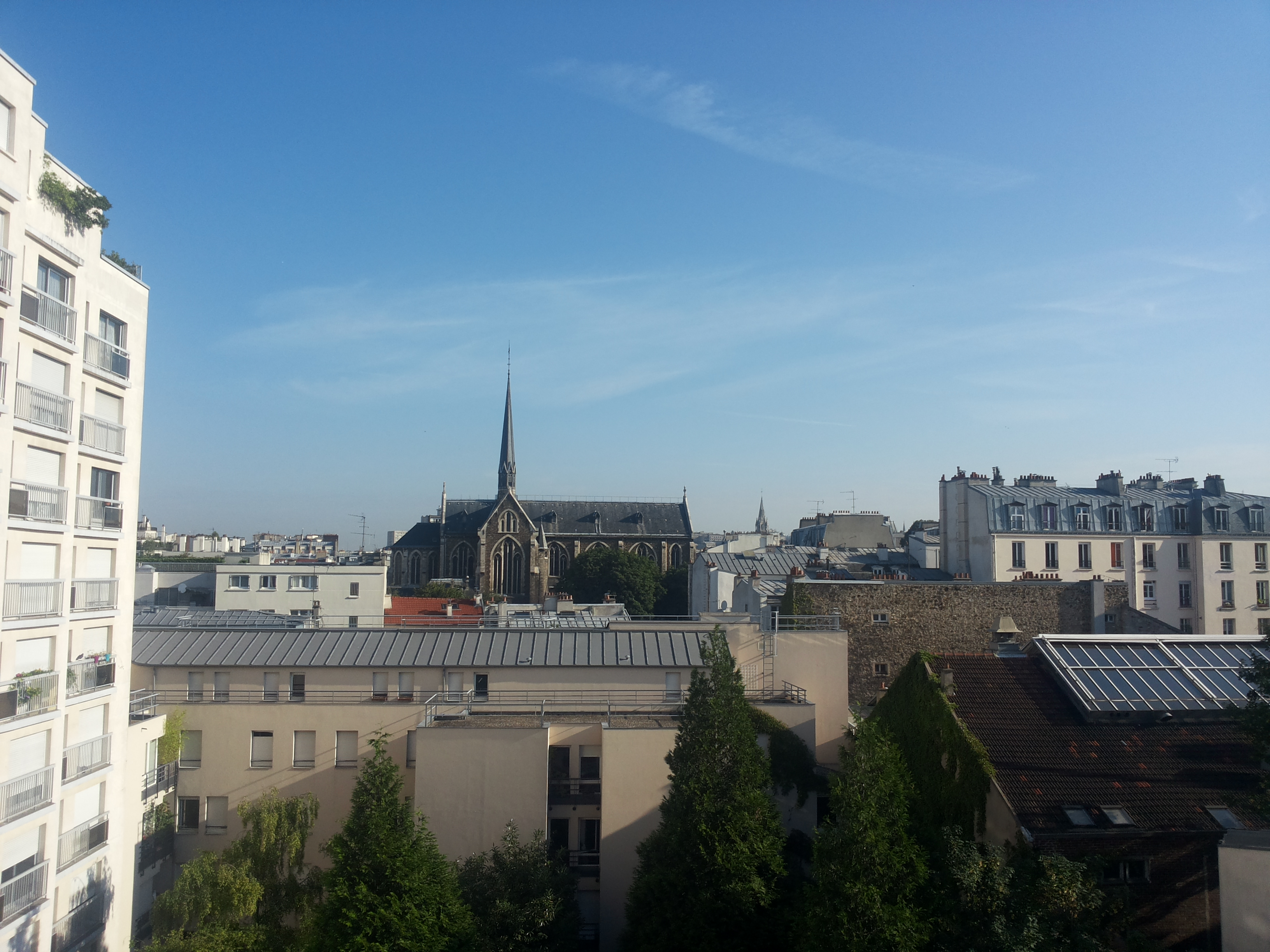
Vue générale avec la basilique Notre-Dame-du-Perpétuel-Secours.

- Rue Amelot
- Place de la Bastille
- Boulevard Beaumarchais
- Rue Bréguet
- Boulevard de Charonne
- Rue de Charonne
- Rue du Chemin-Vert
- Rue de la Croix-Faubin
- Rue du Faubourg-Saint-Antoine
- Rue de la Folie-Regnault
- Rue Godefroy-Cavaignac
- Rue de Lappe
- Rue Léon-Frot
- Boulevard de Ménilmontant
- Rue du Mont-Louis
- Avenue Parmentier
- Rue Popincourt
- Boulevard Richard-Lenoir
- Rue Richard-Lenoir
- Rue de la Roquette
- Rue Saint-Maur
- Rue Saint-Sabin
- Rue Sedaine
- Rue Servan
- Boulevard Voltaire